# Csoma Dezső (plébános)
Csoma Dezső (Bakonya, 1950. június 21. – Szigetvár, 2012. július 15.) magyar római katolikus pap, plébános, címzetes esperes.

## Élete
A Baranya vármegyei Bakonyán született 1950. június 21-én. Pappá szentelésére Pécsett került sor 1976. június 20-án. A felszentelést követően szolgált Újpetrén, Máriagyűdön, Nagyharsányban, majd 1987-től halála évéig Szigetváron. Mintegy huszonöt éven át vezette a szigetvári plébániát, s ez idő alatt meghatározó személye lett a kisváros közéletének. A hivatalos ünnepélyek rendszeres résztvevője volt, publikált a helyi lapokba, hittanítói és -nevelői munkát végzett, zarándokutakat szervezett, továbbá kutatta és gyűjtötte a vidék jellegzetes imáit, énekeit. Gyűjtései több kötetben is kiadásra kerültek. 1999-től tiszteletbeli esperes, 2005-től az esperesi kerület jegyzője lett. Az évek során egészsége folyamatosan romlott, felőrlődött. Több súlyos agyvérzésen átesett, ezért 2012-ben nyugdíjazták, ám még abban az évben, július 15-én elhunyt. Temetésére július 20-án szülőfalujában került sor; a családi kriptában nyugszik.

## Emlékezete
Halálát követően Szigetvár Város Önkormányzata posztumusz díszpolgári címet adományozott neki, melyet testvére vett át. 2012. október 25-én hangversennyel egybekötött szentmisével emlékeztek meg róla a Szent Rókus plébániatemplomban.

## Művei

### Általa összeállított kiadványok
- Krisztus hív téged is. Római Katolikus Plébániahivatal, Szigetvár, 2003
- Szentségimádás az Eucharistia évében, 2004-2005. Uo., 2004
- Rózsafűzér. Uo., é. n. (Papp Ádámmal közösen)
- Szállást keres a Szent Család. Uo., é. n.
- Magyar népi passió. Virágvasárnapra és nagypéntekre. Uo., é. n.